# 배리 험프리스
배리 험프리스(영어: Barry Humphries, AC, CBE, 1934년 2월 17일~2023년 4월 22일)는 오스트레일리아의 희극 배우이다.
실존인물이 아닌 가공인물(character) 에드나 여사(Dame Edna Everage)와 레스 경(Sir Les Patterson)을 만들어내고 이를 연기한 것으로 유명하다.

## 서훈
- 1982년 오스트레일리아 훈장 오피서(Officer of the Order of Australia, AO) 수훈
- 2007년 대영 제국 훈장 3등급(CBE) 수훈[1]
- 2023년 오스트레일리아 훈장 컴패니언(Companion of the Order of Australia, AC) 수훈

## 출연 작품
- 모험왕 블링키 - 웜보 역